# Yandel
Llandel Veguilla Malavé (Cayey, 14 de enero de 1977), conocido artísticamente como Yandel, es un cantante, compositor y productor musical puertorriqueño. También es conocido por formar parte del dúo Wisin & Yandel.
Lanzó su primer álbum en solitario Quién contra mí en 2003 y diez años después, en 2013, lanzó su segundo álbum de estudio, De líder a leyenda, que incluyó sencillos como «Hasta abajo», «Plákito» y «Moviendo caderas» con Daddy Yankee, que fue certificado con disco de oro por la RIAA en 2014. En 2013 fue entrenador, junto a Wisin, en la tercera temporada del reality show La Voz México.
En 2014 estrenó un EP llamado Legacy: De líder a leyenda tour (EP). En noviembre de 2015 lanzó su cuarto álbum de estudio llamado Dangerous, dos años más tarde, en septiembre de 2017 lanzó su quinta producción discográfica llamada Update que se lanzó bajo el sello Sony Music Latin.
A finales de marzo de 2019, estrenó su sexta producción discográfica titulada The One, bajo el mismo sello discográfico que sus anteriores producciones. En enero de 2023 lanzó Resistencia, su séptimo álbum, del cual se desprende el sencillo «Yandel 150» en colaboración de Feid, con el cual logró ingresar por primera vez al listado Billboard Hot 100.
En 2024 el artista recibió el reconocimiento de Premios American Music por ser pionero del género Reggaeton.
En ese mismo año el artista vendió su catálogo a la compañía coreana de Beyond Music.

## Biografía
Nació en el 14 de enero de 1977 en Cayey, Puerto Rico. Yandel es hijo de Julio Veguilla y Lucy Malavé. Tiene dos hermanos y él es el mayor de los 3 hijos: Gadiel su hermano menor, que también es cantante y su hermana Linette. Yandel antes de tener la ilusión de ser artista, trabajaba de barbero en su pueblo de Cayey, su barbería se llamaba "Yandel Barber Shop". En julio de 2004, Yandel se casó con Edneris Espada Figueroa, la pareja tiene dos hijos: Adrián y Dereck.
Comenzó a interesarse en los caminos de la música desde temprana edad, y con el pasar del tiempo, formaría un grupo musical bajo el nombre 3 To The Mic, en donde estaría Fido, Easy Boom y el propio cantante, de esta manera, lanzando algunas canciones para poder adentrarse en la música, hasta que por razones desconocidas, dicho grupo terminaría por desintegrarse.

## Carrera musical

### 1998–2012: Wisin & Yandel
En 1998, como dúo musical con su compañero Wisin, incursionaron en la música y grabaron algunos temas de colaboración, el primero de este fue en Reggae Shock 3 con el tema "Quieren probarnos", la segunda de este dúo fue en Puerto Rico's Most Wanted con el tema "Pides la guerra y voy", luego al dúo le fue difícil encontrar oportunidades siendo ignorados por el mismo DJ Nelson o DJ Stefano, dicho por el mismo Yandel, hasta que una vez Yandel recortando en su lugar de trabajo conoció a un cliente que conocía al productor DJ Dicky y este lo llevó al lugar de trabajo del productor, quien primero escuchó solamente a Yandel y le gustó, pero luego de llegar al próximo día junto a Wisin y enseñarles su talento, este rápidamente se interesó mucho en la combinación, todo esto dicho por Wisin & Yandel en la entrevista con Rapeton, luego de esto les dio la oportunidad en el disco No Fear 3 de DJ Dicky, siendo este el primer éxito del dúo, un año después, en el recopilatorio La misión, editado por el sello Fresh Production. El éxito de esta recopilación (que llegó a disco de oro) llevó a la discográfica a producir Los reyes del nuevo milenio', siendo este el primer álbum del dúo. Continuaron publicando nuevos temas en las sucesivas ediciones de La misión. Luego, en 2001, lanzaron su segundo álbum titulado De nuevos a viejos, en 2002 De otra manera, seguido de Mi vida... my life, el cual acompañó a una película protagonizada por el dúo en la que cuentan su vida, los tres fueron disco de oro. Su todavía incipiente carrera musical se vio además reconocida con el premio Tu música al Mejor Dúo de Rap y Reguetón, que les fue otorgado en 2002.
Entre 2003 y 2004, Wisin & Yandel trabajaron en proyectos individuales. El 15 de septiembre de 2003, Yandel lanzó su primer álbum de estudio llamado ¿Quién contra mí?, mientras que el 10 de febrero de 2004, Wisin lanzó también su primer álbum de estudio titulado El sobreviviente. Durante ese lapso de tiempo se especuló una separación definitiva, suceso que no ocurrió, ya que en el 2005 el duó se unió, publicando su quinto álbum de estudio Pa'l mundo.
Pero el dúo lanzó su primer álbum bajo su propio sello discográfico, WY Records, Pa'l mundo su álbum más exitoso que hizo su música popular internacionalmente, haciéndose sonar en países asiáticos como; China, Japón y algunos países de Europa. El disco fue nominado para los Premios Billboard. Después del éxito de Pa'l mundo, en 2006 sacaron a la venta el sexto álbum llamado Los vaqueros, donde participaron todos los integrantes de WY Records tales como: Gadiel, Franco "El Gorila", Tony Dize, Yomille Omar, entre otros. Los artista invitados fueron Don Omar y Héctor el Father.
Al año 2007, el dúo sacó una reedición titulado Los vaqueros wild wild mixes la cual contenía temas nuevos y múltiples remixes del álbum anterior; en este álbum Jayko se agrega a WY Records en reemplazo de Yomille Omar. En 2007 lanzaron el álbum Los extraterrestres un disco en el que evolucionaron en sus sonidos con colaboraciones internacionales como Eve y Fat Joe. En 2008 sacaron al mercado La mente maestra producido por Nesty (productor de la compañía) en donde participaron los integrantes de WY Records.
Luego de un éxito y popularidad en 2009 el dúo saco La revolución, álbum en el que contaron con la participación del rapero 50 Cent. El 23 de noviembre sacaron un relanzamiento de La revolución llamado La revolución: Evolución. En 2010 anunciaron varios proyectos, una película protagonizada por ellos y dos álbumes, La revolución: Live, y la continuación del álbum del 2006, titulado Los vaqueros: el regreso.
En 2012 el dúo saco su noveno disco titulado Líderes, el cual cuenta con los sencillos "Follow the Leader" con Jennifer Lopez y "Algo me gusta de ti" con Chris Brown y T-Pain que tuvieron éxito y se colocaron varias semanas en el primer lugar de la lista Billboard.

### 2013-2014: Como solista
Después del lanzamiento de su último disco junto a Wisin llamado Líderes, Yandel quería reiniciar su carrera como solista, lanzando el 5 de noviembre de 2013 su segundo álbum de estudio titulado De líder a leyenda. En entrevistas acerca de su separación, Yandel decía que se encontraba ansioso por innovar y publicar un nuevo disco como solista. Este disco cuenta con sonidos más pop y electrónicos pero sin dejar de lado su característico reguetón. Este disco cuenta con colaboraciones de artistas como Don Omar, Daddy Yankee, J Álvarez y su hermano Gadiel. 
El 25 de agosto de 2014, Yandel estrenó un EP (tercer álbum) titulado Legacy el cual cuenta 5 temas inéditos, los cuales él mismo dijo que los seguidores podrían elegir su canción favorita a través de su página web y la canción ganadora iba a ser parte del concierto que se realizó el pasado 4 de octubre en el Coliseo de Puerto Rico ubicado en San Juan. El 6 de noviembre de 2015 lanzó su cuarto álbum de estudio titulado Dangerous bajo el sello discográfico de Sony Music Latin. También se desempeñó como entrenador en La Voz México con su compañero Wisin. El 8 de septiembre de 2017 lanzó su quinto y último álbum de estudio titulado #UPDATE también bajo el sello Sony Music Latin.
Yandel recibió un disco de oro por su exitoso álbum “De líder a leyenda”, luego de que deslumbrara con su presentación cantando sus sencillos del disco como "Hable de ti" y "Hasta abajo" en el programa “Nuestra belleza latina”, de la cadena hispana Univisión.
Yandel salió bendecido con las felicitaciones, el reconocimiento del público, y sorprendido cuando Jorge Sánchez, Señor Márketing Director de Sony Music US Latín, le entregó un disco de oro por las altas ventas de su más reciente álbum. La distinción llegó de sorpresa a las manos del artista, mientras ofrecía una entrevista backstage al periodista Rodner Figueroa para el programa “Sal y pimienta”, luego de su presentación en “Nuestra belleza latina”.

### 2015-2016:Dangerous
El 6 de noviembre de 2015, Yandel estrenó su tercera producción musical Dangerous bajo el sello de Sony Music Latin. El primer tema del disco "Calentura Trap Edition" que es interpretado a dúo con el rapero estadounidense Lil Jon, es el remix del tema original que estuvo nominado a "Mejor Interpretación Urbana" en los Latin Grammy 2015. El tema "No sales de mi mente" que interpreta junto a Nicky Jam, consiguió más de 900.000 reproducciones en YouTube luego de ocho días de su estreno.En la primera ceremonia de los Latin American Music Awards 2015, Yandel interpretó su primer sencillo del disco "Encantadora". En la gala transmitida por la cadena de televisión estadounidense Telemundo, el cantante también interpretó "Báilame" junto a Shaggy y el Dj Alex Sensation.
«Asesina» es el tema que grabó junto a Pitbull, «Déjame explorar», junto a French Montana y la participación de Tego Calderón en «Soy del barrio». Los otros temas que forman parte de las 16 canciones del disco son: «Nunca me olvides», «Loba», «Fantasía», «Encantadora», «Imaginar», «Bella, bella» y «Somos uno».
Rocnation Sports eligió a Yandel como pionero para dar un concierto a través de livestream cantando en vivo para la cadena HBO durante la pelea de boxeo Cotto vs. Canelo en Las Vegas, el pasado 21 de noviembre de 2015. Se presentó el pasado 12 de diciembre de 2015 desde Puerto Rico como el primer artista en concierto livestream a través de Tidal.

### 2017-2019:#UPDATE y The One
El 8 de septiembre de 2017, Yandel estrenó su cuarto álbum de estudio titulado #UPDATE bajo el sello de Sony Music Latin. El primer tema del disco, Como antes, que es interpretado a dúo con Wisin, consiguió más de 50 millones de reproducciones en YouTube luego de una semana de su estreno. El álbum tiene un total de 14 temas y notables colaboraciones musicales con otras grandes figuras de los géneros urbano, pop y trap, tales como: Wisin, Zion & Lennox, Maluma, J Balvin, Plan B, Ozuna, Luis Fonsi, Becky G y Bad Bunny.
El 29 de marzo de 2019, ha lanzado su quinto álbum de estudio titulado The One sellado por Sony Music Latin. Su primer disco, Te amaré lanzado a mediados de diciembre del 2018, Sumba Yandel y Que no acabe, en 2019. El álbum tiene un total de 17 temas por el solo mismo.

### 2020-2024:Quién contra mí 2yResistencia
El 31 de julio de 2020, Yandel estrenó su sexto álbum de estudio titulado Quién contra mí 2, en tributo a su primer álbum de estudio, Quién contra mí, lanzado en 2003. El álbum fue lanzado bajo los sellos discográfico Y Entertainment y Sony Music Latin. El álbum se caracteriza por la gran cantidad de artistas colaboradores, en total 29, entre los cuales destacan: Anuel AA, Arcángel, Farruko, J Balvin, Lunay, Maluma, Manuel Turizo, Myke Towers, Natti Natasha, Rauw Alejandro, Rubén Blades, Snoop Dogg, Zion & Lennox, entre otros. Su primer sencillo, Espionaje, fue lanzado el 3 de abril y fue incluido en el álbum de manera sorpresiva.
El 13 de enero de 2023, publicó su séptimo álbum de estudio llamado Resistencia, bajo las discográficas mencionadas. El álbum cuenta con las colaboraciones de la nueva y la antigua generación de artistas urbanos: Wisin, Feid, Ñejo & Dálmata, Young Miko, Farina, Arcángel, Catalyna, Franco el Gorila, Gadiel, Baby Rasta & Gringo, Tempo, Eladio Carrión, Maluma y Tiago PZK. Su primer sencillo fue «Nunca y pico» en colaboración de Eladio Carrión y Maluma, además contó con otras colaboraciones como «Yandel 150» junto a Feid, que encabezó las listas Latin Airplay y Latin Rhythm Airplay.

## Discografía
Álbumes de estudio
- 2003: Quién contra mí
- 2013: De líder a leyenda
- 2015: Dangerous
- 2017: Update
- 2019: The One
- 2020: Quién contra mí 2
- 2023: Resistencia
- 2024: ELYTE[24]

Extended plays
- 2014: Legacy: De líder a leyenda Tour
- 2021: Dynasty (con Tainy)
- 2024: Manifesting 20-05 (junto a Feid)

Álbumes en vivo
- 2015:  Legacy: De líder a leyenda Tour
- 2025: Sinfónico[25]

## Giras
2016: Dangerous Tour

## Filmografía

### Televisión
| Programa         | Papel             | Año  |
| ---------------- | ----------------- | ---- |
| Verano de amor   | Él mismo          | 2009 |
| La voz... México | Preparador/Juez   | 2013 |
| La voz Kids      | Mentor/Preparador | 2014 |
| La firma         | Jurado            | 2023 |

## Premios y nominaciones
| Año  | Premio             | Categoría                          | Nominados | Resultado | Referencia |
| ---- | ------------------ | ---------------------------------- | --------- | --------- | ---------- |
| 2025 | Premios Lo Nuestro | Artista masculino del año - urbano | El mismo  | Nominado  | [ 28 ]     |
| 2025 | Premios Lo Nuestro | Colaboración del año - urbano      | El mismo  | Nominado  | [ 28 ]     |